# آزار و شکنجه
آزار و شکنجه، بدرفتاری هدف‌مند فرد یا گروهی از افراد علیه فرد یا گروه دیگری است. رایج‌ترین گونه‌ها؛ آزار و شکنجه مذهبی، نژادپرستی و سرکوب سیاسی هستند، هرچند که این اصطلاحات به‌طور طبیعی هم‌پوشانی دارند. اعمال رنج، آزار و اذیت، زندانی کردن، توقیف، ترساندن و رنج دادن، همه عواملی هستند که ممکن است آزار و اذیت را ایجاد کنند، اما همه رنج‌ها لزوماً آزار و اذیت را ایجاد نمی‌کنند. رنج قربانی باید به اندازه کافی شدید باشد. نقطهٔ آستانهٔ شدت، منبع بحث‌های زیادی بوده‌است.

## قانون بین‌المللی
به عنوان بخشی از اصول نورمبرگ، جنایت علیه بشریت بخشی از قوانین بین‌المللی می باشد. اصل ششم اصول اساسی نورمبرگ این است:
جنایات ذکر شده در زیر به عنوان جنایات تحت قوانین بین‌المللی مجازات می شوند: ...
(c) جنایات علیه بشریت
زمانی که اعمالی همچون قتل، کشتار، برده گیری، اخراج و سایر اقدامات غیر انسانی علیه هر جمعیت غیرنظامی و یا آزار و اذیت در زمینه های سیاسی، نژادی و مذهبی، انجام شود یا آزار و اذیت های این چنینی در اجرا یا در ارتباط با هر جنایتی علیه صلح یا جنایات جنگی رخ دهد.
تلفورد تیلور که مشاور دادستان در دادگاه نورمبرگ بود، اینگونه نوشت که، "[در] دادگاه های جنایت جنگی نورمبرگ، دادگاه ها تلاش های متعددی را از سوی دادستانی رد کرده اند تا اینگونه جنایاتی داخلی را در محدوده قوانین بین‌المللی به عنوان "جنایت علیه بشریت" قرار دهد. [2] تعدادی از معاهدات بین‌المللی پس از آن این اصل را در بر می گیرد، اما برخی محدودیت "در ارتباط بودن با هر جنایتی علیه صلح و یا جنایات جنگی" را که در اصول نورمبرگ قرار دارد را نادیده گرفته اند.
اساسنامه دادگاه بین‌المللی کیفری رم که در 111 ایالت صدق میکند، جنایت علیه بشریت را در ماده 7.1 تعریف می کند. این مقاله اقدامات خاصی را جنایت می شمارد که "به عنوان بخشی از یک حمله گسترده یا سیستماتیک علیه هر شهروندی غیرنظامی با آگاهی داشتن از عمل باشد."
(h) آزار و اذیت علیه هر گروه قابل شناسایی یا جموع سیاسی، نژادی، ملی، قومی، فرهنگی، مذهبی، جنسیتی ... یا سایر موارد که به موجب قوانین بین‌المللی غیرقانونی شناخته شده است، در این بند [مثلاً قتل، نابودی، بردگی، تبعید، زندانی شدن، شکنجه، خشونت جنسی، آپارتاید و سایر اقدامات غیرانسانی) یا هر جرمی که در حوزه قضایی دادگاه جنایت شناخته گردد.

## مذهب
آزار و شکنجه مذهبی، بد رفتاری سیستماتیک فرد یا گروهی است به دلیل وابستگی مذهبی آنها به وجود می آید. تنها نظریه پردازان سکولاریزاسیون (که به طور کلی فرض کاهش عمیق دینداری را دارند) نیستند که معتقدند آزار و شکنجه مذهبی، چیزی از گذشته است. [نیازی به استناد]. با این وجود، با افزایش بنیادگرایی و تروریسم مرتبط با مذهب، این فرضیه بیش از پیش بحث بر انگیزتر شده است (نیازی به استناد).

### آتئیست ها
آتئیست ها در طول تاریخ مورد آزار و شکنجه قرار گرفته اند. این آزار و شکنجه می تواند شامل دستگیر شدگی بدون مدرک و توضیح، زندانی شدن، مورد ضرب و شتم قرار گرفتن، شکنجه شدن یا اعدام شدن، باشد. و یا حتی ممکن است اشاره به مصادره یا تخریب اموال آنها داشته باشد.

### بهایی ها
آزار و شکنجه مذهبی بهاییون در کشورهای متعددی به ویژه در ایران صورت می گیرد که یکی از کشورهاییست که بیشترین تعداد جمعیت بهاییون جهان در آن هستند. منشا بهاییت به ایران بر میگردد و بزرگترین اقلیت مذهبی در این کشور را نشان می دهد.

### هندوها
آزار و شکنجه هندوها به آزار و شکنجه مذهبی مربوط به هندوها اشاره دارد. در طول حکومت اسلامی شبه قاره هند [منبع بهتر مورد نیاز است] و در دوران پرتغالی گوا، هندوها به طور تاریخی مورد آزار و اذیت قرار گرفته اند. در زمان های مدرن، هندوها در پاکستان و بنگلادش نیز مورد آزار و اذیت قرار گرفته اند.

### یهودیان
آزار و شکنجه یهودیان یک پدیده تکراری در طول تاریخ یهودیان است. این در موارد متعدد و در مکان های مختلف جغرافیایی مختلف رخ داده است.

### مسلمانان
آزار و شکنجه مسلمانان در طول تاریخ اسلام یک پدیده تکراری است. آزار و شکنجه ممکن است به دستگیر شدگی بدون توضیح و اطلاع، زندانی‌شدن، مورد ضرب و شتم قرار گرفتن، شکنجه شدن یا اعدام شدن، باشد. همچنین ممکن است به مصادره یا تخریب اموال یا تحریک نفرت از مسلمانان اشاره شود. که در بسیاری از موارد مشهود است که گروهک‌های ترورویستی اسلامگرا، چنین جنایاتی را مرتکب می‌شوند، و این درحالی است که در اسلام، دستور به کشتار، برده‌گیری و تصاحب ناموس غیرمسلمانان و یا مرتدان به‌عنوان کنیز، به‌صورت آشکار به‌مثابه امربه معروف و نهی ازمنکر، یا عمل به دیگر فرایض و دستورات دینی شمرده شده‌است.